# Сембоку (уезд, Осака)
Сембоку (яп. 泉北郡 Сембоку-гун) — уезд в префектуре Осака Японии.

## География
Расположен на острове Хонсю, гранича с городами Идзуми, Идзумиоцу, Кисивада.

## Состав уезда
- Посёлок Тадаока, самый маленький по площади посёлок в Японии.

## Население
По оценкам на 1 апреля 2017 года, население составляет 17,045 человек, площадь 3,97 км², плотность 4 290 человек / км².

Уезд Сембоку в префектуре Осака (выделен жёлтым)

## Святыни
- Mitami Shrine[англ.]